# Wally Lewis

a Compétitions nationales et continentales officielles uniquement.

b Matchs officiels uniquement.
Walter James Lewis dit Wally Lewis, né le 1er décembre 1959 à Hawthorne, est un ancien joueur au poste de demi d'ouverture et entraîneur de rugby à XIII australien. Il est reconnu pour avoir été l'un des meilleurs treizistes australiens du XXe siècle. Il occupe ensuite le rôle de consultant sport pour la chaîne australienne Nine Network.
Surnommé "The King" ou encore "The emperor of Lang Park", Lewis a représenté les Queensland Maroons au State of Origin plus d'une trentaine de fois et y a été capitaine entre 1981 et 1991. Il a également été international australien et capitaine de la sélection entre 1984 et 1989. Il est surtout connu pour ses performances lors des State of Origin, ayant le record de huit titres d'"homme du match", symbolisant la supériorité de son État à la fin des années 1980.
Introduit à l'"Australian Rugby League Hall of Fame" en 1999, il est également l'un des six membres des "Immortels", enfin il a reçu la "médaille sportive australienne" pour sa contribution au rugby à XIII australien.
Il a évolué sous les couleurs de "Brisbane Valleys" (1978-1983), Wakefield Trinity (1983-1984), "Wynnum Manly" (1984-1987), Brisbane Broncos (1988-1990) et "Gold Coast Chargers" (1991-1992). Après sa retraite sportive, il a entraîné entre 1992 et 1993 ce dernier club puis entre 1993 et 1994 les Queensland Maroons.

## Palmarès
- Collectif :
  - Vainqueur de la Coupe du monde : 1988 et 1992 (Australie).
  - Vainqueur du State of Origin : 1982, 1983, 1984, 1987, 1988, 1989 et 1991 (Queensland).
  - Vainqueur du Championnat du Queensland : 1979 (Fortitude Valley), 1984 et 1986 (Wynnum Manly).
  - Finaliste du Championnat du Queensland : 1978 (Fortitude Valley) et 1985 (Wynnum Manly).

- Individuel : 
  - Élu Golden Boot  : 1984.